# مونتيليمار
مونتيليمار (
تنطق بالفرنسية: [mɔ̃.te.li.maʁ]
. (بالقسطانية: مونتيليمار) تنطق [مونتيليج ما ]؛ (باللاتينيه: أسوم) هي بلدية في دروم قسم في جنوب شرق فرنسا. وهي ثاني أكبر مدينة في القسم بعد فالينس. بلغ عدد سكان البلدة 39.097 نسمة عام 2017، وكان عدد سكان منطقتها الحضرية 56765 نسمة.

## التاريخ
الموقع الذي تقف فيه مدينة مونتيليمار اليوم مكتظ بالسكان منذ عصر سلتيك. أعيد بناؤها في عهد الرومان، بما في ذلك البازيليك والقنوات المائية والحرارة والمنتدى. حكمت عائلة أدهمارالمدينة في العصور الوسطى وبنت قلعة (قصر أدهمار) التي تهيمن على صورة ظلية المدينة حتى اليوم.

## شخصيات
- الملاح الفرنسي لويس دي فرايسينيه وإميل لوبيه، رئيس فرنسا من عام 1899 حتى عام 1906، والذي شغل أيضًا منصب رئيس بلدية مونتيليمار.
- سائق سباقات الفورمولا 1 تشارلز بيك، شقيق وزميل سائق السباق آرثر بيك ومتسابق الدراجات النارية سيلفان جينتولي.
- أنطوان بنشينيز انسي كلوبيديا (توفي عام 1761) في تاريخ غير معروف.
- الطبيب والموسوعة جان جوزيف مينوريه (1739-1815) ولد في مونتيليمار

## الاقتصاد
نوجا المحلية هي واحدة من 13 حلوى في بروفانس وتحظى بتقدير كبير في جميع أنحاء البلاد. تم ذكر نوجا مونتيليمار في السطور الافتتاحية لـ «سافي تروفل» لفرقة البيتلز من الألبوم الأبيض . اعتاد المسافرون على شراء نوجا دي مونتيليمار في طريقهم إلى جنوب فرنسا (أو عند العودة) لأن المدينة بجوار نهر الرون وإلى الطريق الرئيسي N7 . منذ إنشاء الطريق السريع A7 ، تم إجبار العديد من مصانع نوجا على الإغلاق حيث لم يعد السياح يتوقفون في مونتيليمار ولكنهم تجاوزوها بدلاً من ذلك.

## مناخ
تتمتع مونتيليمار بمناخ شبه استوائي رطب (CFA) وفقًا لتصنيف مناخ كوبن.
| البيانات المناخية لـMontélimar (1981–2010 averages)           | البيانات المناخية لـMontélimar (1981–2010 averages) | البيانات المناخية لـMontélimar (1981–2010 averages) | البيانات المناخية لـMontélimar (1981–2010 averages) | البيانات المناخية لـMontélimar (1981–2010 averages) | البيانات المناخية لـMontélimar (1981–2010 averages) | البيانات المناخية لـMontélimar (1981–2010 averages) | البيانات المناخية لـMontélimar (1981–2010 averages) | البيانات المناخية لـMontélimar (1981–2010 averages) | البيانات المناخية لـMontélimar (1981–2010 averages) | البيانات المناخية لـMontélimar (1981–2010 averages) | البيانات المناخية لـMontélimar (1981–2010 averages) | البيانات المناخية لـMontélimar (1981–2010 averages) | البيانات المناخية لـMontélimar (1981–2010 averages) |
| الشهر                                                         | يناير                                               | فبراير                                              | مارس                                                | أبريل                                               | مايو                                                | يونيو                                               | يوليو                                               | أغسطس                                               | سبتمبر                                              | أكتوبر                                              | نوفمبر                                              | ديسمبر                                              | المعدل السنوي                                       |
| ------------------------------------------------------------- | --------------------------------------------------- | --------------------------------------------------- | --------------------------------------------------- | --------------------------------------------------- | --------------------------------------------------- | --------------------------------------------------- | --------------------------------------------------- | --------------------------------------------------- | --------------------------------------------------- | --------------------------------------------------- | --------------------------------------------------- | --------------------------------------------------- | --------------------------------------------------- |
| الدرجة القصوى °م (°ف)                                         | 19.3 (66.7)                                         | 22.4 (72.3)                                         | 26.4 (79.5)                                         | 30.6 (87.1)                                         | 33.8 (92.8)                                         | 38.1 (100.6)                                        | 40.0 (104.0)                                        | 41.1 (106.0)                                        | 36.2 (97.2)                                         | 30.4 (86.7)                                         | 26.4 (79.5)                                         | 19.9 (67.8)                                         | 41.1 (106.0)                                        |
| متوسط درجة الحرارة الكبرى °م (°ف)                             | 8.2 (46.8)                                          | 10.2 (50.4)                                         | 14.5 (58.1)                                         | 17.5 (63.5)                                         | 22.1 (71.8)                                         | 26.2 (79.2)                                         | 29.6 (85.3)                                         | 29.1 (84.4)                                         | 24.2 (75.6)                                         | 18.7 (65.7)                                         | 12.4 (54.3)                                         | 8.6 (47.5)                                          | 18.5 (65.3)                                         |
| متوسط درجة الحرارة الصغرى °م (°ف)                             | 1.9 (35.4)                                          | 2.5 (36.5)                                          | 4.9 (40.8)                                          | 7.3 (45.1)                                          | 11.1 (52.0)                                         | 14.7 (58.5)                                         | 17.3 (63.1)                                         | 17.0 (62.6)                                         | 13.7 (56.7)                                         | 10.4 (50.7)                                         | 5.8 (42.4)                                          | 3.0 (37.4)                                          | 9.2 (48.6)                                          |
| أدنى درجة حرارة °م (°ف)                                       | −14.4 (6.1)                                         | −17.0 (1.4)                                         | −7.4 (18.7)                                         | −3.1 (26.4)                                         | −1.8 (28.8)                                         | 3.5 (38.3)                                          | 7.5 (45.5)                                          | 5.6 (42.1)                                          | 0.5 (32.9)                                          | −1.6 (29.1)                                         | −10.0 (14.0)                                        | −17.2 (1.0)                                         | −17.2 (1.0)                                         |
| الهطول مم (إنش)                                               | 64.0 (2.52)                                         | 45.2 (1.78)                                         | 47.1 (1.85)                                         | 81.3 (3.20)                                         | 83.1 (3.27)                                         | 55.2 (2.17)                                         | 48.7 (1.92)                                         | 57.7 (2.27)                                         | 116.2 (4.57)                                        | 135.8 (5.35)                                        | 100.5 (3.96)                                        | 70.5 (2.78)                                         | 905.3 (35.64)                                       |
| متوسط أيام هطول الأمطار                                       | 6.6                                                 | 5.4                                                 | 5.6                                                 | 7.9                                                 | 7.8                                                 | 5.4                                                 | 4.2                                                 | 4.9                                                 | 6.4                                                 | 8.8                                                 | 7.3                                                 | 7.2                                                 | 77.4                                                |
| متوسط الأيام المثلجة                                          | 2.3                                                 | 2.1                                                 | 0.9                                                 | 0.1                                                 | 0.0                                                 | 0.0                                                 | 0.0                                                 | 0.0                                                 | 0.0                                                 | 0.0                                                 | 0.8                                                 | 2.4                                                 | 8.6                                                 |
| متوسط الرطوبة النسبية (%)                                     | 80                                                  | 76                                                  | 70                                                  | 68                                                  | 70                                                  | 67                                                  | 62                                                  | 65                                                  | 72                                                  | 80                                                  | 81                                                  | 81                                                  | 72.7                                                |
| ساعات سطوع الشمس الشهرية                                      | 104.9                                               | 134.5                                               | 200.0                                               | 214.6                                               | 255.3                                               | 295.5                                               | 327.3                                               | 293.6                                               | 224.5                                               | 152.3                                               | 110.3                                               | 92.1                                                | 2٬404٫8                                             |
| المصدر #1: Météo France                                       |                                                     |                                                     |                                                     |                                                     |                                                     |                                                     |                                                     |                                                     |                                                     |                                                     |                                                     |                                                     |                                                     |
| المصدر #2: Infoclimat.fr (humidity and snowy days, 1961–1990) |                                                     |                                                     |                                                     |                                                     |                                                     |                                                     |                                                     |                                                     |                                                     |                                                     |                                                     |                                                     |                                                     |

## علاقات دولية
تم توأمة مونتيليمار مع:
- موليت ديل فاليس، Spain
- نابل، Tunisia
- راسين، United States
- رافنسبورغ، Germany
- روندا كينون تاف  [لغات أخرى]‏, Wales, United Kingdom
- ريفولي، Italy
- سيسيان، Armenia

## روابط خارجية
- الموقع الرسمي
- «مونتيليمار».إنسي كلوبيديا بريتانسا (الطبعة 11). 1911.